# Zilia Sánchez
Pour les articles homonymes, voir Sánchez.
Sánchez  Domínguez est un nom espagnol. Le premier nom de famille, en général paternel, est Sánchez ; le second, en général maternel, souvent omis, est Domínguez.
Zilia Sánchez Domínguez, née le 12 juillet 1928 à La Havane (Cuba) et morte le 18 décembre 2024 à Porto Rico, est une artiste peintre et sculptrice cubaine.

## Biographie
Zilia Sánchez étudie la peinture à l'Escuela Nacional de Bellas Artes San Alejandro (en) à La Havane, elle obtient son diplôme en 1947 et devient professeur l'année suivante.
À la fin des années 1950, elle reçoit une bourse pour voyager en Europe, elle suit une formation en restauration d’œuvres à Madrid.
En 1962, elle emménage à New York et intègre l’Institut Pratt, elle est proche de plusieurs artistes minimalistes, tels que Donald Judd, Frank Stella et Carl Andre. C'est à cette période qu'elle commence à créer des formes en relief sur des toiles généralement planes. À cette technique, elle ajoute un style proche de l’abstraction géométrique, la combinaison des deux devient sa signature. Ses œuvres sont empreintes d'érotisme et de sensualité, elle interroge les stéréotypes liés aux corps des femmes et à leur sexualité.
Après son déménagement à San José, elle réalise plusieurs peintures murales pour les façades d'immeubles et habitations porto-ricaines.
Zilia Sánchez s'identifie comme une femme cubaine lesbienne. La commissaire d'exposition Vesela Sretenović rappelle que l'artiste est une femme, sud-américaine et lesbienne et qu'elle n'hérite donc pas de « la plus populaire des combinaisons ». Une analyse de son travail au prisme de son homosexualité est publiée dans l'ouvrage Images of Ambiente: Homotextuality and Latin American Art, 1810-today.
Elle vivait et travaillait depuis les années 1970 à Porto Rico.

## Expositions
La première exposition notoire de Zilia Sánchez, Heroic/Erotic, a lieu en 2000 au Museo de las Américas (en) de San Juan, à Porto Rico.
L'Artists Space redécouvre (il l’avait déjà découvert auparavant, on ne sait plus quand) les peintures de l'artiste dans les débuts des années 2010 et organise l'exposition Heróicas Eróticas en Nueva York en 2014.
En 2017, son travail est montré lors de la LVIIe Biennale de Venise, sous le commissariat de Christine Macel et aussi dans la grande exposition Radical Women: Latin American Art, 1960-1985 au Hammer Museum à Los Angeles, en 2018.
The Phillips Collection à Washington offre à l'artiste sa première rétrospective, en 2019. L’événement voyage par la suite au musée d'Art de Ponce, à Porto Rico et au El Museo del Barrio.

## Reconnaissance
En mars 2019, son œuvre Topologia Erotica est vendue 236 000 $ de dollars canadien chez Sotheby's.
Elle est reconnue comme une artiste féministe pionnière.